# Pteropus speciosus
Pteropus speciosus is een vleermuis uit het geslacht Pteropus die voorkomt op de eilanden Basilan, Malanipa, Mindanao, Sanga-sanga, Sibutu en Tawi-Tawi in de Filipijnen en op de Talaud-eilanden, Solombo Besar en Mata Siri in Indonesië. Deze soort wordt soms tot P. griseus gerekend. Ook op Cebu en Negros in de Filipijnen is de soort gerapporteerd, maar dat was gebaseerd op verkeerd geïdentificeerde exemplaren van P. hypomelanus. In de Filipijnen zijn enkele grote kolonies bekend. Het is een middelgrote vleerhond met een zwarte rug en een oranjebruine (soms zwarte) onderkant. De voorarmlengte bedraagt 120,5 tot 123,0 mm, de tibialengte 54,0 mm en de oorlengte 25,5 mm.
Pteropus admiralitatum · Pteropus aldabrensis · Pteropus alecto · Pteropus anetianus · Pteropus aruensis · Pteropus brunneus · Pteropus caniceps · Halstervleerhond (Pteropus capistratus) · Pteropus chrysoproctus · Pteropus cognatus · Pteropus conspicillatus · Pteropus dasymallus · Pteropus faunulus · Pteropus fundatus · Vliegende vos (Pteropus giganteus) · Pteropus gilliardorum · Pteropus griseus · Pteropus howensis · Pteropus hypomelanus · Chuukvleerhond (Pteropus insularis) · Pteropus intermedius · Pteropus keyensis · Comorenvleerhond (Pteropus livingstonii) · Pteropus lombocensis · Pteropus loochoensis · Lyles vleerhond (Pteropus lylei) · Pteropus macrotis · Pteropus mahaganus · Pteropus mariannus · Pteropus melanopogon · Pteropus melanotus · Pohnpeivleerhond (Pteropus molossinus) · Pteropus neohibernicus · Zwarte vleerhond (Pteropus niger) · Pteropus nitendiensis · Pteropus ocularis · Pteropus ornatus · Pteropus pelewensis · Pteropus personatus · Pteropus pilosus · Pteropus pohlei · Grijskopvleerhond (Pteropus poliocephalus) · Boninvleerhond (Pteropus pselaphon) · Pteropus pumilus · Pteropus rayneri · Pteropus rennelli · Rodriguesvleerhond (Pteropus rodricensis) · Rode vleerhond (Pteropus rufus) · Pteropus samoensis · Pteropus scapulatus · Pteropus seychellensis · Pteropus speciosus · Pteropus subniger · Pteropus temminckii · Pteropus tokudae · Tongavleerhond (Pteropus tonganus) · Pteropus tuberculatus · Pteropus ualanus · Kalong (Pteropus vampyrus) · Pteropus vetulus · Pembavleerhond (Pteropus voeltzkowi) · Pteropus woodfordi · Pteropus yapensis